# Lijst van voetbalinterlands Engeland - Nederland (mannen)
Deze lijst van voetbalinterlands is een overzicht van alle officiële voetbalwedstrijden tussen de nationale teams van Engeland en Nederland. De landen hebben tot op heden 33 keer tegen elkaar gespeeld. De eerste ontmoeting, een vriendschappelijke wedstrijd, was op 1 april 1907 in Den Haag. In het begin speelde Nederland alleen tegen het Engelse amateur-team. Pas in 1935 werd voor het eerst tegen Engelse profs gespeeld. Het laatste duel, een halve finale van het Europees kampioenschap voetbal 2024, vond plaats op 10 juli 2024 in Dortmund (Duitsland).
Op 21 december 1907 verloor Nederland in Darlington met 12-2, tot op heden de grootste nederlaag van het Nederlands elftal.

## Wedstrijden
| №  | № Int NED | Plaats       | Datum            | Competitie                  | Wedstrijd                  | Uitslag |
| -- | --------- | ------------ | ---------------- | --------------------------- | -------------------------- | ------- |
| 1  | 5         | Den Haag     | 1 april 1907     | Vriendschappelijk           | Nederland – Engeland (am.) | 1 – 8   |
| 2  | 8         | Darlington   | 21 december 1907 | Vriendschappelijk           | Engeland (am.) – Nederland | 12 – 2  |
| 3  | 16        | Amsterdam    | 12 april 1909    | Vriendschappelijk           | Nederland – Engeland (am.) | 0 – 4   |
| 4  | 18        | Londen       | 11 december 1909 | Vriendschappelijk           | Engeland (am.) – Nederland | 9 – 1   |
| 5  | 25        | Amsterdam    | 17 april 1911    | Vriendschappelijk           | Nederland – Engeland (am.) | 0 – 1   |
| 6  | 27        | Hull         | 16 maart 1912    | Vriendschappelijk           | Engeland (am.) – Nederland | 4 – 0   |
| 7  | 36        | Den Haag     | 24 maart 1913    | Vriendschappelijk           | Nederland – Engeland (am.) | 2 – 1   |
| 8  | 38        | Hull         | 15 november 1913 | Vriendschappelijk           | Engeland (am.) – Nederland | 2 – 1   |
| 9  | 136       | Amsterdam    | 18 mei 1935      | Vriendschappelijk           | Nederland – Engeland       | 0 – 1   |
| 10 | 164       | Huddersfield | 27 november 1946 | Vriendschappelijk           | Engeland – Nederland       | 8 – 2   |
| 11 | 197       | Hull         | 15 november 1952 | Vriendschappelijk           | Engeland (am.) – Nederland | 2 – 2   |
| 12 | 203       | Rotterdam    | 7 maart 1954     | Vriendschappelijk           | Nederland – Engeland (am.) | 1 – 0   |
| 13 | 278       | Amsterdam    | 9 december 1964  | Vriendschappelijk           | Nederland – Engeland       | 1 – 1   |
| 14 | 309       | Amsterdam    | 5 november 1969  | Vriendschappelijk           | Nederland – Engeland       | 0 – 1   |
| 15 | 310       | Londen       | 14 januari 1970  | Vriendschappelijk           | Engeland – Nederland       | 0 – 0   |
| 16 | 359       | Londen       | 9 februari 1977  | Vriendschappelijk           | Engeland – Nederland       | 0 – 2   |
| 17 | 406       | Londen       | 25 mei 1982      | Vriendschappelijk           | Engeland – Nederland       | 2 – 0   |
| 18 | 443       | Londen       | 23 maart 1988    | Vriendschappelijk           | Engeland – Nederland       | 2 – 2   |
| 19 | 447       | Düsseldorf   | 15 juni 1988     | EK 1988                     | Engeland – Nederland       | 1 – 3   |
| 20 | 467       | Cagliari     | 16 juni 1990     | WK 1990                     | Nederland – Engeland       | 0 – 0   |
| 21 | 495       | Londen       | 28 april 1993    | WK 1994 kwalificatie        | Engeland – Nederland       | 2 – 2   |
| 22 | 498       | Rotterdam    | 13 oktober 1993  | WK 1994 kwalificatie        | Nederland – Engeland       | 2 – 0   |
| 23 | 529       | Londen       | 18 juni 1996     | EK 1996                     | Nederland – Engeland       | 1 – 4   |
| 24 | 585       | Londen       | 15 augustus 2001 | Vriendschappelijk           | Engeland – Nederland       | 0 – 2   |
| 25 | 590       | Amsterdam    | 13 februari 2002 | Vriendschappelijk           | Nederland - Engeland       | 1 – 1   |
| 26 | 625       | Birmingham   | 9 februari 2005  | Vriendschappelijk           | Engeland – Nederland       | 0 – 0   |
| 27 | 649       | Amsterdam    | 15 november 2006 | Vriendschappelijk           | Nederland – Engeland       | 1 – 1   |
| 28 | 682       | Amsterdam    | 12 augustus 2009 | Vriendschappelijk           | Nederland – Engeland       | 2 – 2   |
| 29 | 716       | Londen       | 29 februari 2012 | Vriendschappelijk           | Engeland – Nederland       | 2 – 3   |
| 30 | 768       | Londen       | 29 maart 2016    | Vriendschappelijk           | Engeland – Nederland       | 1 – 2   |
| 31 | 789       | Amsterdam    | 23 maart 2018    | Vriendschappelijk           | Nederland – Engeland       | 0 – 1   |
| 32 | 801       | Guimarães    | 6 juni 2019      | UEFA Nations League 2018/19 | Nederland – Engeland       | 3 – 1   |
| 33 | 865       | Dortmund     | 10 juli 2024     | EK 2024                     | Nederland – Engeland       | 1 – 2   |

- (am.) = Engels amateurelftal

## Samenvatting
| Competitie          | Totaal gespeeld | Winst Engeland | Gelijk | Winst Nederland | Doelsaldo Engeland – Nederland |
| ------------------- | --------------- | -------------- | ------ | --------------- | ------------------------------ |
| WK-eindronde        | 1               | 0              | 1      | 0               | 0 − 0                          |
| WK-kwalificatie     | 2               | 0              | 1      | 1               | 2 − 4                          |
| EK-eindronde        | 3               | 2              | 0      | 1               | 7 − 5                          |
| UEFA Nations League | 1               | 0              | 0      | 1               | 1 − 3                          |
| Vriendschappelijk   | 26              | 12             | 8      | 6               | 66 − 28                        |
| Totaal              | 33              | 14             | 10     | 9               | 76 − 40                        |

Wedstrijden bepaald door strafschoppen worden, in lijn met de FIFA, als een gelijkspel gerekend.

## Details

### Eerste ontmoeting
| Vriendschappelijk (Den Haag, Nederland, 1 april 1907): |       | |
| Nederland                                              | 1 – 8 | Engeland (am.) |
| Hans Blume 14'                                         | goals | 4' Ernest Mansfield 5' Arthur Bell 16' (e.d.) John Heijning 28' Harold Hardman 39' Bobby Hawkes 47' Harold Hardman 60' Arthur Bell 73' Richard Young |

### Tweede ontmoeting
| Vriendschappelijk (Darlington, Verenigd Koninkrijk, 21 december 1907): |        |                                   |
| Engeland (am.) | 12 – 2 | Nederland                         |
| Vivian Woodward 1' Harry Stapley 4' Harry Stapley 10' Arthur Bell 11' Vivian Woodward 31' Harry Stapley 55' Harry Stapley 59' Harry Stapley 62' Vivian Woodward 70' Arthur Bell 71' James Raine 80' Arthur Bell 84' | goals  | 36' Cas Ruffelse 86' Cas Ruffelse |

### Derde ontmoeting
| Vriendschappelijk (Amsterdam, Nederland, 12 april 1909): |       |                                                                       |
| Nederland                                                | 0 – 4 | Engeland (am.)                                                        |
|                                                          | goals | 7' Cyril Dunning 28' Tommy Porter 36' Cyril Dunning 61' Harry Stapley |

### Vierde ontmoeting
| Vriendschappelijk (Londen, Verenigd Koninkrijk, 11 december 1909): |       |                   |
| Engeland (am.) | 9 – 1 | Nederland         |
| Harry Stapley 5' Vivian Woodward 9' Vivian Woodward 14' Vivian Woodward 21' Vivian Woodward 23' Alfred Owen 41' Vivian Woodward 60' Vivian Woodward 85' Ernest Williams 89' | goals | 38' Tonny Kessler |

### Vijfde ontmoeting
| Vriendschappelijk (Amsterdam, Nederland, 17 april 1911): |       |                 |
| Nederland                                                | 0 – 1 | Engeland (am.)  |
|                                                          | goals | 24' George Webb |

### Zesde ontmoeting
| Vriendschappelijk (Hull, Verenigd Koninkrijk, 16 maart 1912):            |       |           |
| Engeland (am.)                                                           | 4 – 0 | Nederland |
| Walter Bailey 7' Vivian Woodward 12' Walter Bailey 24' Edward Wright 89' | goals |           |

### Zevende ontmoeting
| Vriendschappelijk (Den Haag, Nederland, 24 maart 1913): |       |                     |
| Nederland                                               | 2 – 1 | Engeland (am.)      |
| Huug de Groot 4' Huug de Groot 56'                      | goals | 23' Vivian Woodward |

### Achtste ontmoeting
| Vriendschappelijk (Hull, Verenigd Koninkrijk, 15 november 1913): |       |                        |
| Engeland (am.)                                                   | 2 – 1 | Nederland              |
| Arthur Knight 14' (pen.) Vivian Woodward 81'                     | goals | 67' (pen.) Joop Boutmy |

### Negende ontmoeting
| Vriendschappelijk (Amsterdam, Nederland, 18 mei 1935): |       |                  |
| Nederland                                              | 0 – 1 | Engeland         |
|                                                        | goals | 46' Fred Worrall |

### Tiende ontmoeting
| Vriendschappelijk (Huddersfield, Verenigd Koninkrijk, 27 november 1946):                                                                  |       |                              |
| Engeland | 8 – 2 | Nederland                    |
| Tommy Lawton 20' Tommy Lawton 24' Horatio Carter 30' Wilf Mannion 34' Tommy Lawton 35' Tom Finney 44' Horatio Carter 71' Tommy Lawton 78' | goals | 37' Ko Bergman 87' Kick Smit |

### Elfde ontmoeting
| Vriendschappelijk (Hull, Verenigd Koninkrijk, 15 november 1952): |       |                                          |
| Engeland (am.)                                                   | 2 – 2 | Nederland                                |
| Alfred Noble 25' Jim Lewis 77' (pen.)                            | goals | 4' Jan van Roessel 44' Piet van der Kuil |

### Twaalfde ontmoeting
| Vriendschappelijk (Rotterdam, Nederland, 7 maart 1954): |       |                |
| Nederland                                               | 1 – 0 | Engeland (am.) |
| Rinus Bennaars 88'                                      | goals |                |

### Dertiende ontmoeting
| Vriendschappelijk (Amsterdam, Nederland, 9 december 1964): |       |                   |
| Nederland                                                  | 1 – 1 | Engeland          |
| Coen Moulijn 77'                                           | goals | 85' Jimmy Greaves |

### Veertiende ontmoeting
| Vriendschappelijk (Amsterdam, Nederland, 5 november 1969): |       |                |
| Nederland                                                  | 0 – 1 | Engeland       |
|                                                            | goals | 84' Colin Bell |

### Vijftiende ontmoeting
| Vriendschappelijk (Londen, Verenigd Koninkrijk, 14 januari 1970): |       |           |
| Engeland                                                          | 0 – 0 | Nederland |
|                                                                   | goals |           |

### Zestiende ontmoeting
| Vriendschappelijk (Londen, Verenigd Koninkrijk, 9 februari 1977): |       |                               |
| Engeland                                                          | 0 – 2 | Nederland                     |
|                                                                   | goals | 28' Jan Peters 36' Jan Peters |

### Zeventiende ontmoeting
| Vriendschappelijk (Londen, Verenigd Koninkrijk, 25 mei 1982): |       |           |
| Engeland                                                      | 2 – 0 | Nederland |
| Tony Woodcock 48' Paul Mariner 53'                            | goals |           |

### Achttiende ontmoeting
| Vriendschappelijk (Londen, Verenigd Koninkrijk, 23 maart 1988): |       |                                       |
| Engeland                                                        | 2 – 2 | Nederland                             |
| Gary Lineker 13' Tony Adams 61'                                 | goals | 20' (e.d.) Tony Adams 23' John Bosman |

### Negentiende ontmoeting
| EK 1988 (Düsseldorf, West-Duitsland, 15 juni 1988): |              | |
| Engeland | 1 – 3        | Nederland |
| Bryan Robson 54' | goals        | 43' Marco van Basten 74' Marco van Basten 76' Marco van Basten |
| Bobby Robson | bondscoach   | Rinus Michels |
| Peter Shilton Gary Stevens Kenny Sansom Glenn Hoddle Mark Wright Tony Adams Bryan Robson Trevor Steven 69' Peter Beardsley 72' Gary Lineker John Barnes | opstellingen | Hans van Breukelen Berry van Aerle Frank Rijkaard Ronald Koeman Adri van Tiggelen Jan Wouters Ruud Gullit Arnold Mühren Erwin Koeman 58' Gerald Vanenburg 86' Marco van Basten |
| Chris Waddle 69' Mark Hateley 72' | wissels      | 58' Wim Kieft 86' Wilbert Suvrijn |
| - Honderdste interland van doelman Peter Shilton voor Engeland.                                                                                         |              | |

### Twintigste ontmoeting
| WK 1990 (Cagliari, Italië, 16 juni 1990): |       |          |
| Nederland                                 | 0 – 0 | Engeland |

### 21ste ontmoeting
| WK 1994 kwalificatie (Londen, Verenigd Koninkrijk, 28 april 1993):                                                                         |              | |
| Engeland | 2 – 2        | Nederland |
| John Barnes 2' David Platt 24' | goals        | 34' Dennis Bergkamp 85' (pen.) Peter van Vossen |
| Graham Taylor | bondscoach   | Dick Advocaat |
| Chris Woods Lee Dixon Martin Keown Carlton Palmer Des Walker Tony Adams David Platt Paul Gascoigne 46' Paul Ince Les Ferdinand John Barnes | opstellingen | Ed de Goey Danny Blind Frank Rijkaard Frank de Boer Aron Winter Jan Wouters Dennis Bergkamp Rob Witschge 69' Ruud Gullit 46' John Bosman Marc Overmars |
| Paul Merson 46' | wissels      | 46' John de Wolf 69' Peter van Vossen |
| Martin Keown ??' | gele kaarten | 66' John de Wolf |

### 22ste ontmoeting
| WK 1994 kwalificatie (Rotterdam, Nederland, 13 oktober 1993):                                                                                              |              | |
| Nederland | 2 – 0        | Engeland |
| Ronald Koeman 61' Dennis Bergkamp 68' | goals        | |
| Dick Advocaat | bondscoach   | Graham Taylor |
| Ed de Goey John de Wolf Ronald Koeman Frank de Boer Frank Rijkaard Jan Wouters Erwin Koeman Dennis Bergkamp Marc Overmars 76' Ronald de Boer 89' Bryan Roy | opstellingen | David Seaman Paul Parker Tony Adams Gary Pallister Tony Dorigo 46' Carlton Palmer David Platt Paul Ince Lee Sharpe 71' Paul Merson Alan Shearer |
| Aron Winter 76' Ulrich van Gobbel 89' | wissels      | 46' Andy Sinton 71' Ian Wright |
| Ronald Koeman 57' Frank Rijkaard 71' | gele kaarten | 32' Tony Dorigo 62' Paul Ince |

### 23ste ontmoeting
| EK 1996 (Londen, Verenigd Koninkrijk, 18 juni 1996): |              | |
| Engeland | 4 – 1        | Nederland |
| Alan Shearer 22' (pen.) Teddy Sheringham 51' Alan Shearer 57' Teddy Sheringham 62'                                                                                     | goals        | 77' Patrick Kluivert |
| Terry Venables | bondscoach   | Guus Hiddink |
| David Seaman Gary Neville Tony Adams Gareth Southgate Stuart Pearce Paul Ince 67' Steve McManaman Paul Gascoigne Darren Anderton Teddy Sheringham 75' Alan Shearer 75' | opstellingen | Edwin van der Sar Michael Reiziger Danny Blind Winston Bogarde Aron Winter Clarence Seedorf 46' Richard Witschge 71' Ronald de Boer Jordi Cruyff Dennis Bergkamp 71' Peter Hoekstra |
| David Platt 67' Robbie Fowler 75' Nick Barmby 75' | wissels      | 46' Johan de Kock 71' Patrick Kluivert 71' Phillip Cocu |
| Teddy Sheringham 40' Paul Ince 43' Gareth Southgate 90' | gele kaarten | 20' Aron Winter 23' Danny Blind 67' Dennis Bergkamp |

### 24ste ontmoeting
| Vriendschappelijk (Londen, Verenigd Koninkrijk, 15 augustus 2001): |              | |
| Engeland | 0 – 2        | Nederland |
| | goals        | 38' Mark van Bommel 39' Ruud van Nistelrooij |
| Sven-Göran Eriksson | bondscoach   | Louis van Gaal |
| Nigel Martyn 46' Gary Neville 46' Ashley Cole 46' Jamie Carragher Wes Brown 46' Martin Keown 46' David Beckham 46' Paul Scholes 46' Owen Hargreaves 46' Robbie Fowler 46' Andy Cole 70'           | opstellingen | 46' Edwin van der Sar Michael Reiziger 46' Jaap Stam 73' Mark van Bommel Kevin Hofland Giovanni van Bronckhorst 46' Boudewijn Zenden 80' Phillip Cocu 46' Marc Overmars 89' Patrick Kluivert 46' Ruud van Nistelrooij |
| David James 46' 48' Danny Mills 46' Chris Powell 46' Gareth Southgate 46' Ugo Ehiogu 46' Michael Carrick 46' Frank Lampard 46' Nick Barmby 46' Michael Owen 46' Richard Wright 48' Alan Smith 70' | wissels      | 46' Ronald Waterreus 46' Mario Melchiot 46' Edgar Davids 46' Roy Makaay 46' Jimmy Floyd Hasselbaink 73' Denny Landzaat 80' Niels Oude Kamphuis 89' Pierre van Hooijdonk                                               |
| Gary Neville 38' Jamie Carragher 44' | gele kaarten | 55' Patrick Kluivert |
| - Debuut van Niels Oude Kamphuis en Ronald Waterreus voor Nederland. |              | |

### 25ste ontmoeting
| Vriendschappelijk (Amsterdam, Nederland, 13 februari 2002): |              | |
| Nederland | 1 – 1        | Engeland |
| Patrick Kluivert 26' | goals        | 60' Darius Vassell |
| Dick Advocaat | bondscoach   | Sven-Göran Eriksson |
| Edwin van der Sar Fernando Ricksen Michael Reiziger Frank de Boer 68' Ronald de Boer 58' Mark van Bommel 48' Phillip Cocu 47' Giovanni van Bronckhorst Marc Overmars 87' Ruud van Nistelrooy 65' Patrick Kluivert | opstellingen | 46' Nigel Martyn 48' Wayne Bridge 47' Sol Campbell 78' Gary Neville Rio Ferdinand David Beckham 76' Paul Scholes 79' Steven Gerrard 80' Darius Vassell 45' Michael Ricketts Emile Heskey |
| George Boateng 47' Edgar Davids 48' Victor Sikora 58' Jimmy Floyd Hasselbaink 65' Patrick Paauwe 68' Roy Makaay 87'                                                                                               | wissels      | 45' Kevin Phillips 46' David James 47' Gareth Southgate 48' Chris Powell 76' Frank Lampard 78' Phil Neville 79' Nicky Butt 80' Joe Cole                                                  |
| - Debuut van Wayne Bridge (Southampton), Darius Vassell (Aston Villa) en Michael Ricketts (Bolton Wanderers) voor Engeland.                                                                                       |              | |

### 26ste ontmoeting
| Vriendschappelijk (Birmingham, Verenigd Koninkrijk, 9 februari 2005): |              | |
| Engeland | 0 – 0        | Nederland |
| | goals        | |
| Sven-Göran Eriksson | bondscoach   | Marco van Basten |
| Paul Robinson Gary Neville Ashley Cole Steven Gerrard 82' Wes Brown Jamie Carragher David Beckham 81' Frank Lampard 46' Wayne Rooney 61' Michael Owen Shaun Wright-Phillips 61' | opstellingen | Edwin van der Sar Jan Kromkamp Khalid Boulahrouz Joris Mathijsen Giovanni van Bronckhorst Denny Landzaat 62' John Heitinga Rafael van der Vaart Roy Makaay 63' Romeo Castelen Dirk Kuijt |
| Owen Hargreaves 46' Andrew Johnson 61' Stewart Downing 61' Kieron Dyer 81' Jermaine Jenas 82'                                                                                   | wissels      | 62' Mark van Bommel 63' Uğur Yıldırım |
| - Debuut van Stewart Downing (Middlesbrough) voor Engeland. - Debuut van Uğur Yıldırım (sc Heerenveen) voor Nederland.                                                          |              | |

### 27ste ontmoeting
| Vriendschappelijk (Amsterdam, Nederland, 15 november 2006): |              | |
| Nederland | 1 – 1        | Engeland |
| Rafael van der Vaart 86' | goals        | 37' Wayne Rooney |
| Marco van Basten | bondscoach   | Steve McClaren |
| Henk Timmer 46' Khalid Boulahrouz 61' André Ooijer 84' Joris Mathijsen Urby Emanuelson Denny Landzaat Stijn Schaars Clarence Seedorf Rafael van der Vaart Dirk Kuijt 61' Arjen Robben | opstellingen | Paul Robinson Micah Richards Ashley Cole Steven Gerrard Rio Ferdinand John Terry Michael Carrick Frank Lampard Wayne Rooney 74' Andrew Johnson 78' Joe Cole |
| Maarten Stekelenburg 46' Kew Jaliens 61' Klaas-Jan Huntelaar 61' Jan Vennegoor of Hesselink 84'                                                                                       | wissels      | 74' Shaun Wright-Phillips 78' Kieran Richardson |
| | gele kaarten | 75' Ashley Cole |
| - Debuut van Micah Richards (Manchester City) voor Engeland. |              | |

### 28ste ontmoeting
| Vriendschappelijk (Amsterdam, Nederland, 12 augustus 2009): |              | |
| Nederland | 2 – 2        | Engeland |
| Dirk Kuijt 10' Rafael van der Vaart 37' | goals        | 49' Jermain Defoe 77' Jermain Defoe |
| Bert van Marwijk | bondscoach   | Fabio Capello |
| Maarten Stekelenburg André Ooijer Joris Mathijsen John Heitinga Edson Braafheid Rafael van der Vaart 46' Stijn Schaars 82' Nigel de Jong Dirk Kuyt 78' Robin van Persie 46' Arjen Robben 55' | opstellingen | Robert Green 84' Ashley Cole John Terry Rio Ferdinand Glen Johnson 46' David Beckham 46' Gareth Barry 68' Ashley Young Frank Lampard 46' Emile Heskey 59' Wayne Rooney |
| Wesley Sneijder 46' Ryan Babel 46' Ibrahim Afellay 55' Klaas-Jan Huntelaar 78' David Mendes da Silva 82'                                                                                     | wissels      | 46' Michael Carrick 46' Shaun Wright-Phillips 46' Jermain Defoe 59' Carlton Cole 68' James Milner 84' Wayne Bridge                                                     |
| - Debuut van James Milner (Aston Villa) voor Engeland. |              | |

### 29ste ontmoeting
| Vriendschappelijk (Londen, Verenigd Koninkrijk, 29 februari 2012): |              | |
| Engeland | 2 – 3        | Nederland |
| Gary Cahill 85' Ashley Young 90+1' | goals        | 57' Arjen Robben 58' Klaas-Jan Huntelaar 90+2' Arjen Robben |
| Stuart Pearce | bondscoach   | Bert van Marwijk |
| Joe Hart Micah Richards Leighton Baines Chris Smalling 64' Gary Cahill Gareth Barry 46' Scott Parker Adam Johnson 61' Ashley Young Steven Gerrard 33' Danny Welbeck 80' | opstellingen | Maarten Stekelenburg 82' Khalid Boulahrouz John Heitinga Joris Mathijsen 46' Erik Pieters Mark van Bommel Dirk Kuijt Nigel de Jong 46' Robin van Persie 76' Wesley Sneijder Arjen Robben |
| Daniel Sturridge 33' 88' James Milner 46' Stewart Downing 61' Stewart Downing 64' Fraizer Campbell 80' Theo Walcott 88'                                                 | wissels      | 46' Stijn Schaars 46' 62' Klaas-Jan Huntelaar 62' Luuk de Jong 76' Urby Emanuelson 82' Ron Vlaar                                                                                         |
| Micah Richards 47' | gele kaarten | 74' Joris Mathijsen |
| - Debuut van Fraizer Campbell (Sunderland) voor Engeland. |              | |

### 30ste ontmoeting
| Vriendschappelijk (Londen, Verenigd Koninkrijk, 29 maart 2016): |              | |
| Engeland | 1 – 2        | Nederland |
| Jamie Vardy 40' | goals        | 50' (pen.) Vincent Janssen 76' Luciano Narsingh |
| Roy Hodgson | bondscoach   | Danny Blind |
| Fraser Forster Danny Drinkwater 84' Danny Rose 57' Kyle Walker Chris Smalling 70' John Stones James Milner 81' Ross Barkley Daniel Sturridge 57' Jamie Vardy Adam Lallana 70' | opstellingen | Jeroen Zoet 81' Jetro Willems Daley Blind Jeffrey Bruma Joël Veltman Ibrahim Afellay 78' Riechedly Bazoer Georginio Wijnaldum Memphis Depay 90+2' Vincent Janssen 36' Quincy Promes |
| Theo Walcott 57' Dele Alli 81' Harry Kane 70' Phil Jagielka 70' Nathaniel Clyne 57' Eric Dier 84'                                                                             | wissels      | 36' Luciano Narsingh 78' Marco van Ginkel 81' Patrick van Aanholt 90+2' Jordy Clasie                                                                                                |
| | gele kaarten | 57' Jeffrey Bruma |
| - Debuut van Danny Drinkwater (Leicester City) voor Engeland. |              | |

### 31ste ontmoeting
| Vriendschappelijk (Amsterdam, Nederland, 23 maart 2018): |              | |
| Nederland | 0 – 1        | Engeland |
| | goals        | 59' Jesse Lingard |
| Ronald Koeman | bondscoach   | Gareth Southgate |
| Jeroen Zoet Patrick van Aanholt Stefan de Vrij 89' Virgil van Dijk Hans Hateboer Matthijs de Ligt Georginio Wijnaldum Kevin Strootman 90' Quincy Promes 66' Bas Dost 66' Memphis Depay                                              | opstellingen | Jordan Pickford 71' Danny Rose Kyle Walker Kieran Trippier John Stones 10' Joe Gomez Jordan Henderson Alex Oxlade-Chamberlain 68' Raheem Sterling 68' Jesse Lingard 68' Marcus Rashford                  |
| Davy Pröpper 66' Ryan Babel 66' Wout Weghorst 89' Donny van de Beek 90' Jasper Cillessen Timothy Fosu-Mensah Nathan Aké Marten de Roon Tonny Vilhena Guus Til Justin Kluivert Steven Berghuis                                       | wissels      | 10' 89' Harry Maguire 68' Danny Welbeck 68' Dele Alli 68' Jamie Vardy 71' Ashley Young 89' Eric Dier Joe Hart Jack Butland Nick Pope James Tarkowski Alfie Mawson Jake Livermore Adam Lallana Lewis Cook |
| - Eerste duel onder leiding van bondscoach Ronald Koeman voor Nederland. - Debuut van Hans Hateboer (Atalanta Bergamo) en Wout Weghorst (AZ Alkmaar) voor Nederland. - Virgil van Dijk nieuwe aanvoerder van het Nederlands elftal. |              | |

### 32ste ontmoeting
| UEFA Nations League 2018/19 (Guimarães, Portugal, 6 juni 2019): |              | |
| Nederland | 3 – 1        | Engeland |
| Matthijs de Ligt 73' Kyle Walker 97' (e.d.) Quincy Promes 114' | goals        | 32' Marcus Rashford (pen.) |
| Ronald Koeman | bondscoach   | Gareth Southgate |
| Jasper Cillessen Daley Blind Virgil van Dijk Matthijs de Ligt Denzel Dumfries Frenkie de Jong 114' Georginio Wijnaldum Marten de Roon 68' Ryan Babel 68' Memphis Depay Steven Bergwijn 91'       | opstellingen | Jordan Pickford Ben Chilwell Harry Maguire John Stones Kyle Walker Ross Barkley 116' Declan Rice 77' Fabian Delph Raheem Sterling 46' Marcus Rashford 61' Jadon Sancho                      |
| Quincy Promes 68' Donny van de Beek 68' Davy Pröpper 91' Kevin Strootman 114' Kenneth Vermeer Marco Bizot Hans Hateboer Nathan Aké Patrick van Aanholt Stefan de Vrij Tonny Vilhena Luuk de Jong | wissels      | 46' Harry Kane 61' Jesse Lingard 77' Jordan Henderson 116' Dele Alli Jack Butland Tom Heaton Danny Rose Eric Dier Joe Gomez Michael Keane (voetballer) Callum Wilson Trent Alexander-Arnold |
| Matthijs de Ligt 30' Denzel Dumfries 44' Donny van de Beek 106' | gele kaarten | 70' Harry Kane |

FA · A-internationals · Selecties · Bondscoaches · Engels vrouwenelftal · Brits olympisch elftal · Engeland -21 · Engeland -20 · Engeland -19 · Engeland -18 · Engeland -17 · Engeland -16 · Vrouwen -17
1872 – 1899 ·
1900 – 1919 ·
1920 – 1929 ·
1930 – 1939 ·
1940 – 1949 ·
1950 – 1959 ·
1960 – 1969 ·
1970 – 1979 ·
1980 – 1989 ·
1990 – 1999 ·
2000 – 2009 ·
2010 – 2019 ·
2020 − 2029
EK's: 1968 ·
1980 ·
1988 ·
1992 ·
1996 ·
2000 ·
2004 ·
2012 · 
2016 · 
2020 · 
2024
WK's: 1950 ·
1954 ·
1958 ·
1962 ·
1966 ·
1970 ·
1982 ·
1986 ·
1990 ·
1998 ·
2002 ·
2006 ·
2010 ·
2014 ·
2018 · 
2022
Albanië ·
Algerije ·
Andorra ·
Argentinië ·
Australië ·
Azerbeidzjan ·
België ·
Bosnië en Herzegovina ·
Brazilië ·
Bulgarije ·
Canada ·
Chili ·
China ·
Colombia ·
Costa Rica ·
Cyprus ·
Denemarken ·
DDR · 
Duitsland ·
Ecuador ·
Egypte ·
Estland ·
Finland ·
Frankrijk ·
Georgië ·
Ghana ·
GOS ·
Griekenland ·
Honduras ·
Hongarije ·
Ierland ·
IJsland · 
Iran ·
Israël ·
Italië ·
Ivoorkust ·
Jamaica ·
Japan ·
Joegoslavië ·
Kameroen ·
Kazachstan ·
Koeweit ·
Kosovo ·
Kroatië ·
Letland ·
Liechtenstein ·
Litouwen ·
Luxemburg ·
Maleisië ·
Malta ·
Marokko ·
Mexico ·
Moldavië ·
Montenegro ·
Nederland ·
Nieuw-Zeeland ·
Nigeria ·
Noord-Ierland ·
Noord-Macedonië ·
Noorwegen ·
Oekraïne ·
Oostenrijk ·
Panama · 
Paraguay ·
Peru · 
Polen ·
Portugal ·
Roemenië ·
Rusland ·
San Marino · 
Saoedi-Arabië ·
Schotland ·
Senegal ·
Servië ·
Servië en Montenegro · 
Slovenië ·
Slowakije ·
Sovjet-Unie ·
Spanje ·
Trinidad en Tobago ·
Tsjechië ·
Tsjecho-Slowakije ·
Tunesië ·
Turkije ·
Uruguay ·
Verenigde Staten ·
Wales ·
Wit-Rusland ·
Zuid-Afrika ·
Zuid-Korea ·
Zweden ·
Zwitserland
Algerije (2010) · 
Argentinië (1986) · 
Argentinië (1998) · 
Argentinië (2002) · 
België (1990) · 
België (2018, 1) · 
België (2018, 2) · 
Brazilië (2002) · 
Colombia (1998) ·
Colombia (2018) ·
Costa Rica (2014) ·
Denemarken (2002) ·
Denemarken (2021) · 
Duitsland (2000) ·
Duitsland (2010) ·
Duitsland (2021) ·
Ecuador (2006) ·
Egypte (1990) ·
Frankrijk (1982) ·
Frankrijk (2012) ·
Frankrijk (2022) ·
Ierland (1990) · 
IJsland (2016) ·
Italië (1990) · 
Italië (2012) · 
Italië (2014) · 
Italië (2021) · 
Kameroen (1990) · 
Koeweit (1982) · 
Kroatië (2018) ·
Kroatië (2021) · 
Marokko (1986) · 
Nederland (1990) · 
Nigeria (2002) · 
Oekraïne (2012) · 
Oekraïne (2021) ·
Panama (2018) · 
Paraguay (1986) · 
Paraguay (2006) · 
Polen (1986) · 
Portugal (1986) · 
Portugal (2000) · 
Portugal (2006) · 
Roemenië (1998) ·
Roemenië (2000) ·
Rusland (2016) ·
Schotland (2021) ·
Senegal (2022) ·
Slovenië (2010) ·
Slowakije (2016) ·
Spanje (1982) ·
Spanje (2024) ·
Trinidad en Tobago (2006) ·
Tsjechië (2021) ·
Tsjecho-Slowakije (1982) ·
Tunesië (1998) ·
Tunesië (2018) ·
Uruguay (2014) ·
Verenigde Staten (2010) ·
Wales (2016) · 
West-Duitsland (1966) ·
West-Duitsland (1982) ·
West-Duitsland (1990) ·
Zweden (2002) ·
Zweden (2006) · 
Zweden (2012)
KNVB ·
A-internationals ·
Bondscoaches (m) ·
Topscorers ·
Nederlands vrouwenelftal ·
Bondscoaches (v) ·
Nederland B ·
Olympisch elftal ·
Jong Oranje ·
Nederland –20 ·
Nederland –19 ·
Nederland –18 ·
Nederland –17 ·
Nederland –16 ·
Nederland –15 ·
Nederlands amateurelftal ·
Nederlands zaterdagelftal ·
Jong OranjeLeeuwinnen ·
Vrouwen –20 ·
Vrouwen –19 ·
Vrouwen –18 ·
Vrouwen –17 ·
Vrouwen –16 ·
Vrouwen –15 ·
Militair mannenelftal ·
Militair vrouwenelftal ·
Strandteam ·
Vrouwen Strandteam ·
Futsalteam ·
Vrouwen Futsalteam

EK-wedstrijden ·
WK-wedstrijden ·
Resultaten kwalificaties en eindronden ·
Nederland B-wedstrijden ·
Officieuze wedstrijden ·
EK-wedstrijden vrouwen ·
WK-wedstrijden vrouwen ·
Resultaten vrouwen kwalificaties en eindronden
1905 – 1919 ·
1920 – 1929 ·
1930 – 1939 ·
1940 – 1949 ·
1950 – 1959 ·
1960 – 1969 ·
1970 – 1979 ·
1980 – 1989 ·
1990 – 1999 ·
2000 – 2009 ·
2010 – 2019 ·
2020 – 2029
2015 ·
2016 ·
2017 ·
2018 ·
2019 ·
2020 ·
2021 · 
2022
EK's: 1976 · 
1980 · 
1988 · 
1992 · 
1996 · 
2000 · 
2004 · 
2008 · 
2012 · 
2020 · 
2024
WK's: 1934 · 
1938 · 
1974 · 
1978 · 
1990 · 
1994 · 
1998 · 
2006 · 
2010 · 
2014 · 
2022
OS: 1908 ·
1912 ·
1920 ·
1924 ·
1928 ·
1948 ·
1952 ·
2008
Albanië ·
Andorra ·
Argentinië ·
Armenië ·
Australië ·
België ·
Bosnië en Herzegovina ·
Brazilië ·
Bulgarije ·
Canada ·
Chili ·
China ·
Colombia ·
Costa Rica ·
Curaçao ·
Cyprus ·
DDR ·
Denemarken ·
Duitsland ·
Ecuador ·
Egypte ·
Engeland ·
Estland ·
Faeröer ·
Finland ·
Frankrijk ·
GOS · 
Georgië ·
Ghana ·
Gibraltar ·
Griekenland ·
Hongarije ·
Ierland ·
IJsland ·
Indonesië ·
Iran ·
Israël ·
Italië ·
Ivoorkust ·
Japan ·
Joegoslavië ·
Kameroen ·
Kazachstan ·
Kroatië ·
Letland ·
Liechtenstein ·
Luxemburg ·
Malta ·
Marokko ·
Mexico ·
Moldavië ·
Montenegro ·
Nederlandse Antillen ·
Nigeria ·
Noord-Ierland ·
Noord-Macedonië ·
Noorwegen ·
Oekraïne ·
Oostenrijk ·
Paraguay ·
Peru ·
Polen ·
Portugal ·
Qatar ·
Roemenië ·
Rusland ·
Saarland ·
San Marino ·
Saoedi-Arabië ·
Schotland ·
Senegal ·
Servië en Montenegro ·
Slovenië ·
Slowakije ·
Sovjet-Unie ·
Spanje ·
Suriname ·
Thailand ·
Tsjechië ·
Tsjecho-Slowakije ·
Tunesië ·
Turkije ·
Uruguay ·
Verenigd Koninkrijk ·
Verenigde Staten ·
Wales ·
Wit-Rusland ·
Zuid-Afrika ·
Zuid-Korea ·
Zweden ·
Zwitserland
Argentinië (1978) ·
Argentinië (2006) ·
Argentinië (2014) ·
Argentinië (2022) ·
Australië (2014) ·
Brazilië (2014) ·
Chili (2014) · 
Costa Rica (2014) ·
Denemarken (2010) ·
Denemarken (2012) ·
Duitsland (2012) · 
Ecuador (2022) · 
Frankrijk (2008) ·
Italië (2008) ·
Ivoorkust (2006) ·
Japan (2010) ·
Kameroen (2010) ·
Mexico (2014) · 
Noord-Macedonië (2021) · 
Oekraïne (2021) · 
Oostenrijk (2021) · 
Portugal (2006) ·
Portugal (2012) ·
Portugal (2019) ·
Qatar (2022) ·
Roemenië (2008) ·
Rusland (2008) ·
San Marino (2011) ·
Senegal (2022) ·
Servië en Montenegro (2006) ·
Sovjet-Unie (1988) ·
Spanje (2010) ·
Spanje (2014) ·
Tsjechië (2021) · 
Uruguay (2010) ·
Verenigde Staten (2022) · 
West-Duitsland (1974)